# Au Revoir Simone
Au Revoir Simone is een indierockband uit Brooklyn, New York. De band kwam onder de aandacht, mede door een video-special van Vincent Moon. In 2007 speelde de band op de  de-Affaire, een festival rondom de Nijmeegse Vierdaagse.

## Discografie
- Verses of Comfort, Assurance & Salvation (Europe: Moshi Moshi Records, North America: Our Secret Record Company, Japan: Rallye Record Label, 2005)
- The Bird of Music (Europe: Moshi Moshi Records, 2007; North America: Our Secret Record Company, 2007; Japan: Rallye Record Label, 2007)
- Still Night, Still Light (North America: Our Secret Record Company, 2009)